# 佐分親清
佐分 親清（さぶり ちかきよ）は、鎌倉時代中期の武士・歌人。桓武平氏高棟流、皇后大進・平信親の子。官位は正五位下・蔵人、加賀守。北条重時の被官として活躍した。

## 経歴
伯父・平基親の娘が重時の正室となり、北条長時、時茂の二子を生んだ関係から、重時を始め極楽寺流北条氏との結び付きが深まり被官として重用された。
若狭国守護代に任命され、同国大飯郡佐分郷を本拠としたことから「佐分」の姓を名乗った。親清本人は六波羅に身を置き重時に伺候し、守護領には赴任せず平左衛門入道某を代官として派遣していた。延応2年/仁治元年（1240年）から文永7年（1270年）まで六波羅評定衆を務め、重時、長時、時茂を補佐した。
歌人としても有名で、弘長3年（1263年）に宗尊親王が主催した歌会に参加しており、『新純古今和歌集』には歌が二首入集している。

## 系譜
- 父：皇后大進平信親
- 母：不詳
- 妻：不詳
- 生母不明の子女
  - 男子：佐分宗俊
  - 女子：平親清女 - 歌人として活躍した親清の複数の娘、文献により呼び名が異なる